# V (VOW WOWのアルバム)
『V』（ヴィー）は、VOW WOWの4枚目のオリジナル・アルバム。

## 概要
元ホワイトスネイクのニール・マーレイと元エイジアのジョン・ウェットンが参加した。
2006年9月6日に東芝EMIより再発売した。
2011年5月25日には、Blu-spec CD仕様で再発売した。

## 収録曲
1. Don't Tell Me Lies
  - 作詞：ニール・マーレイ / 作曲：山本恭司
2. Somewhere In The Night
  - 作詞：ニール・マーレイ / 作曲：厚見玲衣
3. The Girl In Red
  - 作詞：ジョン・ピアソン / 作曲：山本恭司
4. Break Out
  - 作詞：ニール・マーレイ / 作曲：山本恭司
5. Cry No More
  - 作詞：ジョン・ピアソン / 作曲：山本恭司
6. Same Town
  - 作詞：ジョン・ピアソン / 作曲：厚見玲衣
7. Born To Die
  - 作詞：ニール・マーレイ / 作曲：厚見玲衣
8. Waited For A Lifetime
  - 作詞：ジョン・ピアソン / 作曲：山本恭司
9. Don't Leave Me Now
  - 作詞：ジョン・ウェットン、ジョン・ピアソン / 作曲：厚見玲衣
  - ブリヂストンPOTENZACMソング[1]。
10. War Man
  - 作詞：ジョン・ピアソン / 作曲：厚見玲衣